# Lijst van voetballers - V
Dit is een lijst van voetballers met een artikel op Wikipedia van wie de achternaam begint met de letter V.

## Va

### Vaa
- Rafael van der Vaart
- Sulo Vaattovaara

### Vac
- Edgar Vaca
- Joselito Vaca

### Vae
- Nico Vaesen

### Vag
- Josha Vagnoman

### Vah
- Marama Vahirua
- Pascal Vahirua

### Vai
- Federico Vairo
- Sami Väisänen
- Ville Väisänen

### Vaj
- Armando Vajushi

### Vak
- Jukka Vakkila

### Val
- Jozef Valachovič
- Simo Valakari
- Carlos Valderrama
- Carlos Valdés
- Víctor Valdés
- Mirko Valdifiori
- Adolfo Valencia
- Eddie Valencia
- José Valencia
- Nelson Valdez
- Jorge Valdivia
- Iván Valenciano
- Vít Valenta
- Juan Carlos Valenzuela
- René Valenzuela
- Hugo Väli
- Calvin Valies
- Sem Valk
- Noel Valladares
- Manu Vallejo
- Enric Vallès
- Arsenio Valpoort
- Ari Valvee

### Van
- Wesley Vanbelle
- Daniel Van Buyten
- Jelle Van Damme
- Javor Vandev
- Tom Van Imschoot
- Erwin Vandenbergh
- Kevin Vandenbergh
- Frits Vanden Boer
- Anthony Vanden Borre
- Brian Vandenbussche
- Kurt Van De Paar
- Leonel Vangioni
- Jean Vanek
- Jari Vanhala
- Andris Vaņins
- Greg Vanney
- Louis Van Hege
- Peter Van Wambeke

### Var
- Raphaël Varane
- Jamie Vardy
- Alan Varela
- Silvestre Varela
- Stanislav Varga
- Zoltán Varga
- Jorge Vargas
- Juan Manuel Vargas
- Matías Vargas
- Osvaldo Vargas
- Ramiro Vargas
- Ronald Vargas
- Ruben Vargas
- Sergio Vargas
- Ivan Vargić
- Marco Varnier
- Miro Varvodić

### Vas
- Vesa Vasara
- Velibor Vasović
- Darius Vassell
- Konstantin Vassiljev
- Ivica Vastić

### Vat
- Rudi Vata
- Teab Vathanak

### Vau
- David Vaughan

### Vay
- Mika Väyrynen

### Vaz
- Franco Vázquez
- José Juan Vázquez
- Sergio Vázquez
- Víctor Vázquez

## Ve

### Vee
- Sietze Veen
- Willy Veenstra
- Henk Veerman

### Veg
- Marcelo Vega
- Sebastián Vegas

### Vei
- Gabri Veiga

### Vej
- Hrvoje Vejić
- Marko Vejinović

### Vel
- Carlos Vela
- Josh Vela
- Nick van der Velden
- Stefan Velkov
- Folkert Velten
- Joël Veltman

### Vem
- Giovanni Vemba-Duarte

### Ven
- Peter van de Ven
- Ilja Venäläinen
- Alexander Vencel (1944)
- Alexander Vencel (1967)
- Johan Venegas
- Barry Venison
- Jan Vennegoor of Hesselink
- Leen Vente
- Lorenzo Venuti

### Ver
- Fausto Vera
- Jaime Vera
- Gertjan Verbeek
- Benjamin Verbič
- Daniele Verde
- Wilfrido Verduga
- Thomas Verhaar
- Gert Verheyen
- John Verhoek
- Wesley Verhoek
- Jeroen Verhoeven
- Lucas Veríssimo
- Antoon Verlegh
- Sven Vermant
- Kenneth Vermeer
- Peter Vermes
- Pierre Vermeulen
- Carlos Vernaza
- Juan Sebastián Verón
- Māris Verpakovskis
- Matthieu Verschuere
- Johan Versluis
- Birger Verstraete
- Jan Vertonghen
- Bastin Verweij

### Ves
- Frédéric Veseli
- František Veselý
- Rain Vessenberg

## Vi

### Via
- Henry Viáfara
- Jhon Viáfara
- Gianluca Vialli
- Bruno Viana
- Hugo Viana
- Jani Viander
- Denis Viane

### Vic
- Francesco Vicari
- Guglielmo Vicario
- Vicente
- Azeglio Vicini
- Fede Vico
- Mauricio Victorino
- Waldemar Victorino

### Vid
- Domagoj Vida
- Aleix Vidal
- Arturo Vidal
- Mark Viduka
- Aurelio Vidmar
- Tony Vidmar
- Dario Vidošić
- Gabriel Vidović

### Vie
- Ousmane Viera
- Nick Viergever
- Fábio Vieira
- Ivo Vieira
- Patrick Vieira
- Vieirinha
- Pietro Vierchowod
- Christian Vieri

### Vij
- Kevin Vijgen

### Vil
- Eduardo Vilarete
- Teuvo Vilen
- Mitja Viler
- Kim Vilfort
- Matthias Vilhjálmsson
- David Villa
- León Villa
- Edwin Villafuerte
- José Villafuerte
- Juan Carlos Villamayor
- Mikel Villanueva
- Eddy Villaraga
- Hugo Villaverde
- Eduardo Villegas
- Tito Vilanova
- Israel Viloria

### Vin
- Matías Viña
- Jean Vincent
- Tim Vincken
- Andreas Vindheim
- Martin Vingaard
- Abner Vinícius

### Vir
- Kari Virtanen

### Vis
- Edin Višća

### Vit
- Rémy Vita
- Miguel Vítor

### Viv
- Alexander Viveros

### Viz
- Oswaldo Vizcarrondo

## Vl
- Ron Vlaar
- Alexandru Vlad
- Goran Vlaović
- Nikita Vlasenko
- Nikola Vlašić
- Björn Vleminckx
- Leon Vlemmings
- Jordy Vleugels
- Gavin Vlijter
- Gleofilo Vlijter
- Roscello Vlijter

## Vo
- Idriz Voca
- Antonio Voetov
- Vitomir Voetov
- Eberhard Vogel
- Berti Vogts
- Mergim Vojvoda
- Rudi Völler
- Julian von Haacke
- Hans Vonk
- Roger Vonlanthen
- Rick ten Voorde
- Michel Vorm
- Ruud Vormer
- Harry Vos
- Ralph Vos
- Jelle Vossen
- Rudi Vossen
- Peter van Vossen

## Vr
- Wouter Vrancken
- Jurica Vranješ
- Ognjen Vranješ
- Stojan Vranješ
- Manus Vrauwdeunt
- Ivica Vrdoljak
- Stijn Vreven
- Mark de Vries
- Stefan de Vrij
- Avdija Vršajević
- Šime Vrsaljko

## Vu
- Mirko Vučinić
- Dario Vujičević
- Zdenko Vukasović
- Boris Vukčević
- Nikola Vukčević
- Simon Vukčević
- Ognjen Vukojević
- Danny Vukovic
- Ante Vukušić
- Jouko Vuorela
- Hermanni Vuorinen
- Mario Vušković

## Vy
- Matěj Vydra
- Loukas Vyntra
- Martin Vyskoč

A · B · C · D · E · F · G · H · I · J · K · L · M · N · O · P · Q · R · S · T · U · V · W · X · Y · Z